# Das Schlaue Buch

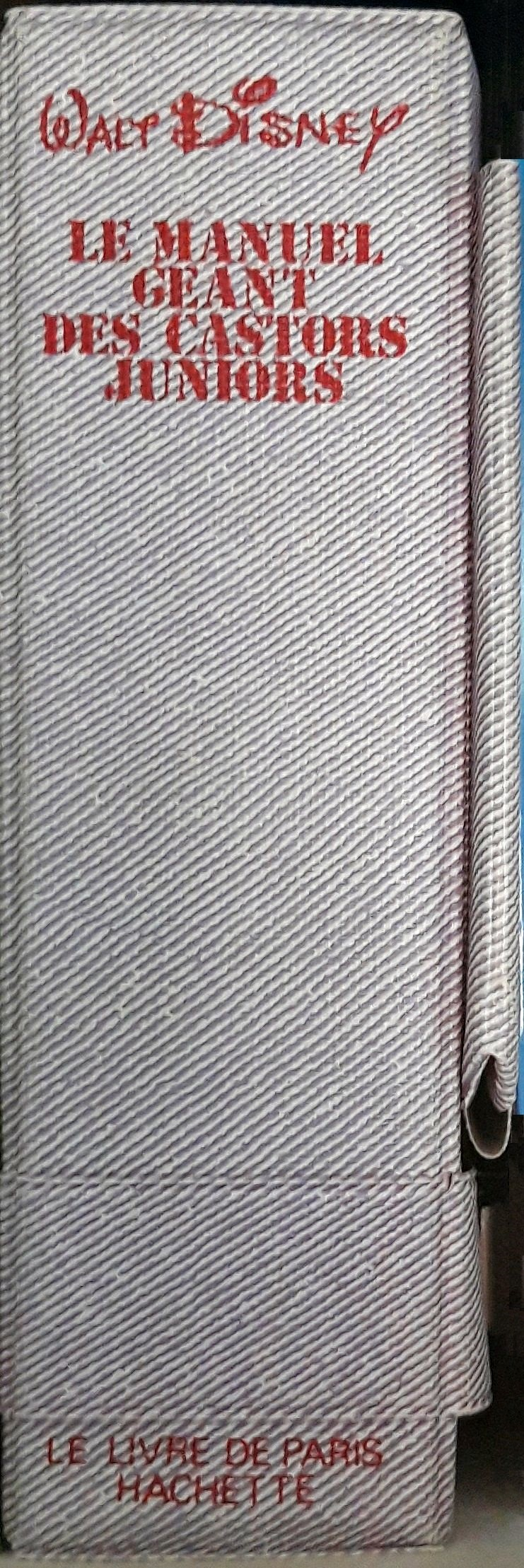
„Das Schlaue Buch“ in französischer Sprache

Das Schlaue Buch (im Original: Junior Woodchucks’ Guidebook, ursprünglich: Junior Woodchucks’ Book of Knowledge) ist ein fiktives Handbuch, das in den Comic- und Zeichentrickgeschichten um Donald Duck insbesondere bei dessen Neffen Tick, Trick und Track in Erscheinung tritt. Es ist das Pfadfinderhandbuch des Fähnlein Fieselschweif aus Entenhausen, in dem sich Informationen zu praktisch allen Fragen des Lebens finden lassen. Das Buch stellt ein typisches Plot device dar, da es meist in einer dramatischen oder ausweglosen Situation zum Einsatz kommt und sich das bestehende Problem durch die enthaltenen Informationen lösen lässt (vgl. Deus ex machina). Es enthält für ein allgemeines und kleines Handbuch in einer entsprechenden Situation erstaunlich spezifische Informationen.
Das Buch wurde erstmals in Carl Barks’ Comic-Geschichte Der verlorene Zehner (The Secret of Atlantis) eingeführt, die er am 30. Juli 1953 beim amerikanischen Verlag abgab und die im März 1954 zum ersten Mal abgedruckt wurde. In der Geschichte Der verhängnisvolle Kronenkork (Tralla La, veröffentlicht im Juni 1954) wird das Buch erstmals beim Namen genannt.

## Fiktive Entstehungsgeschichte
In den Comics von Don Rosa wird der Ursprung des Schlauen Buches auf die Bibliothek von Alexandria zurückgeführt, deren gekürzte Zusammenfassung das kleine Buch darstellt. Später wurde eine Version dieser Abschrift vom Gründer von Entenhausen, Emil Erpel (im Original: Cornelius Coot), entdeckt. Einer seiner Nachfahren, Emelrich Erpel (im Original: Clinton Coot) gründete das Fähnlein Fieselschweif in Gedenken an die Wächter der antiken Bibliothek und jedes Mitglied der Pfadfindertruppe erhielt eine Kopie des Schlauen Buches, welches in der Folgezeit immer wieder aktualisiert wurde.
In einem Comic von Mau Heymans begeben sich die Neffen auf die Suche nach dem Autor des Buches. Sie finden ihn jedoch nicht; am Ende der Geschichte wird aber deutlich, dass es sich um einen Entenhausener handelt, der das Buch fortschreibt.
Andere Autoren gehen nicht auf die Entstehungsgeschichte des Buches ein.

## Charakteristika
Die wahrhaft enzyklopädische Informationsfülle des dünnen Schlauen Buches erinnert an die  Encyclopædia Britannica und erscheint „klüger als Google und Wikipedia zusammen“. Ein Hinweis, wieso in einem so kleinen Buch so viele Informationen stehen, wird in einer Geschichte von Don Rosa (Disney Storycode: AR143, Juli 1989: Der Fluch des Nostrildamus, deutsche Erstveröffentlichung: Micky Maus 10/1990) gegeben; dort wird behauptet, dass die Antwort im Schlauen Buch in der Fußnote 137 gegeben wird. Neben dem puren enzyklopädischen Inhalt enthält das Schlaue Buch umfangreiche Kartendaten, Informationen zu nahezu allen gebräuchlichen und ausgestorbenen Sprachen sowie einen Leitfaden zum Überleben in der Wildnis. Das Buch enthält jedoch nur solche Informationen, die ein Fieselschweifling nicht ohnehin wissen sollte; grundlegende Pfadfinder- oder geografische Kenntnisse werden vorausgesetzt. Darüber hinaus erfolgt das Auffinden von Informationen relativ schnell und ohne längeres Blättern oder Suchen.

## Reale Nachahmer-Produkte
Verschiedentlich haben reale Verlage und Autoren versucht, Schlaue Bücher anzubieten, welche die fiktive Vorlage nachahmen sollten. Zu denen, welche direkt Bezug auf das fiktive Buch nahmen, gehörten verschiedene Publikationen des Unipart-Verlags um 1990, deren Inhalt sich am Schlauen Buch orientierte (Survival-Tipps, Texte mit komprimiertem Allgemeinwissen, Comic-Darstellungen), sowie ein Universal-Handbuch von Christian Ankowitsch.
Auch die Zeitschrift Micky Maus selbst publizierte Sammelreihen unter dem Titel „Das Schlaue Buch“, beispielsweise in den Heften 27/1994 bis 24/1996; in den Heften 24/1997 bis 5/1998; sowie in den Heften 12/2000 bis 28/2000.